# Misericórdia
Misericórdia ist eine Stadtgemeinde (Freguesia) der portugiesischen Hauptstadt Lissabon. Sie entstand 2013 im Vorfeld der Verwaltungsreform vom 29. September 2013 aus dem Zusammenschluss der Gemeinden Mercês, Santa Catarina, Encarnação und São Paulo. Auf einer Fläche von 1,11 km² leben 12.931 Einwohner (Stand: 30. Juni 2011).

## Lage

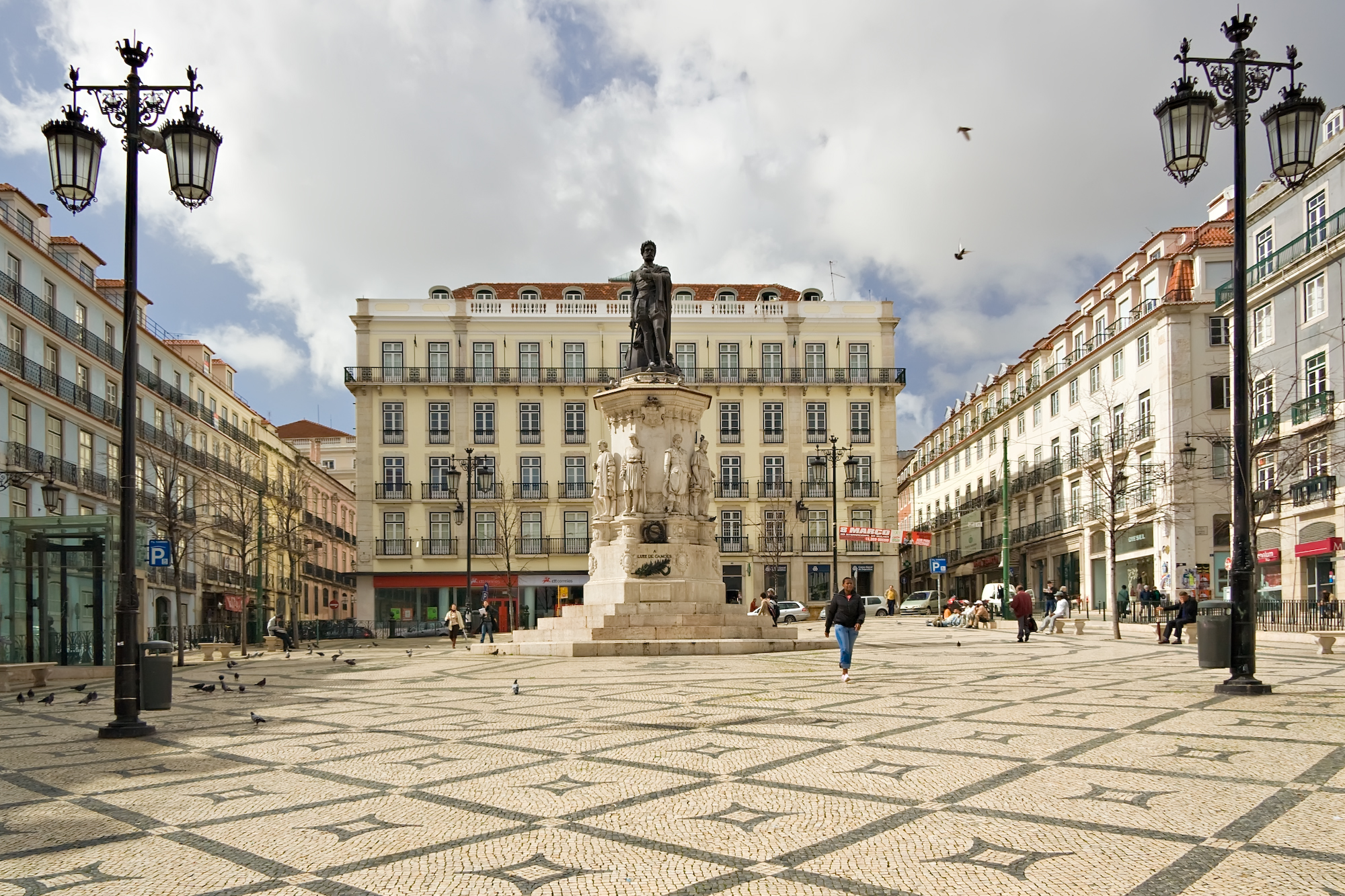
Blick auf die Praça Luís de Camões

Die Stadtgemeinde umfasst das historische Stadtviertel Bairro Alto sowie das am Fluss gelegene Viertel um den Cais do Sodré. Sie wird im Süden durch das Nordufer des Tejo, im Osten durch den Largo do Corpo Santo, die Rua do Arsenal, die Travessa do Ferragial, die Calçada do Ferragial, die Rua de Victor Cordon, die Rua de António Maria Cardoso, die Rua da Misericórdia, die Calçada do Duque und den Bahnhof Rossio, im Norden durch die Rua das Taipas, die Rua de D. Pedro V, die Praça do Príncipe Real, die Rua da Escola Politécnica, die Rua de Cecílio de Sousa, die Rua do Prof. Branco Rodrigues, die Rua de Marcos Portugal und die Rua da Imprensa Nacional sowie im Westen durch die Rua de São Bento und die Avenida de D. Carlos I begrenzt.
Nachbargemeinden sind Estrela im Westen, Santo António im Norden sowie Santa Maria Maior im Osten.